# Revised Trauma Score
La Revised Trauma Score (RTS) è una scala adatta per la valutazione dei traumi che tiene conto di tre parametri:
la Glasgow Coma Scale, la frequenza respiratoria, la pressione sistolica.
Il punteggio va da 4 a 0 dove:

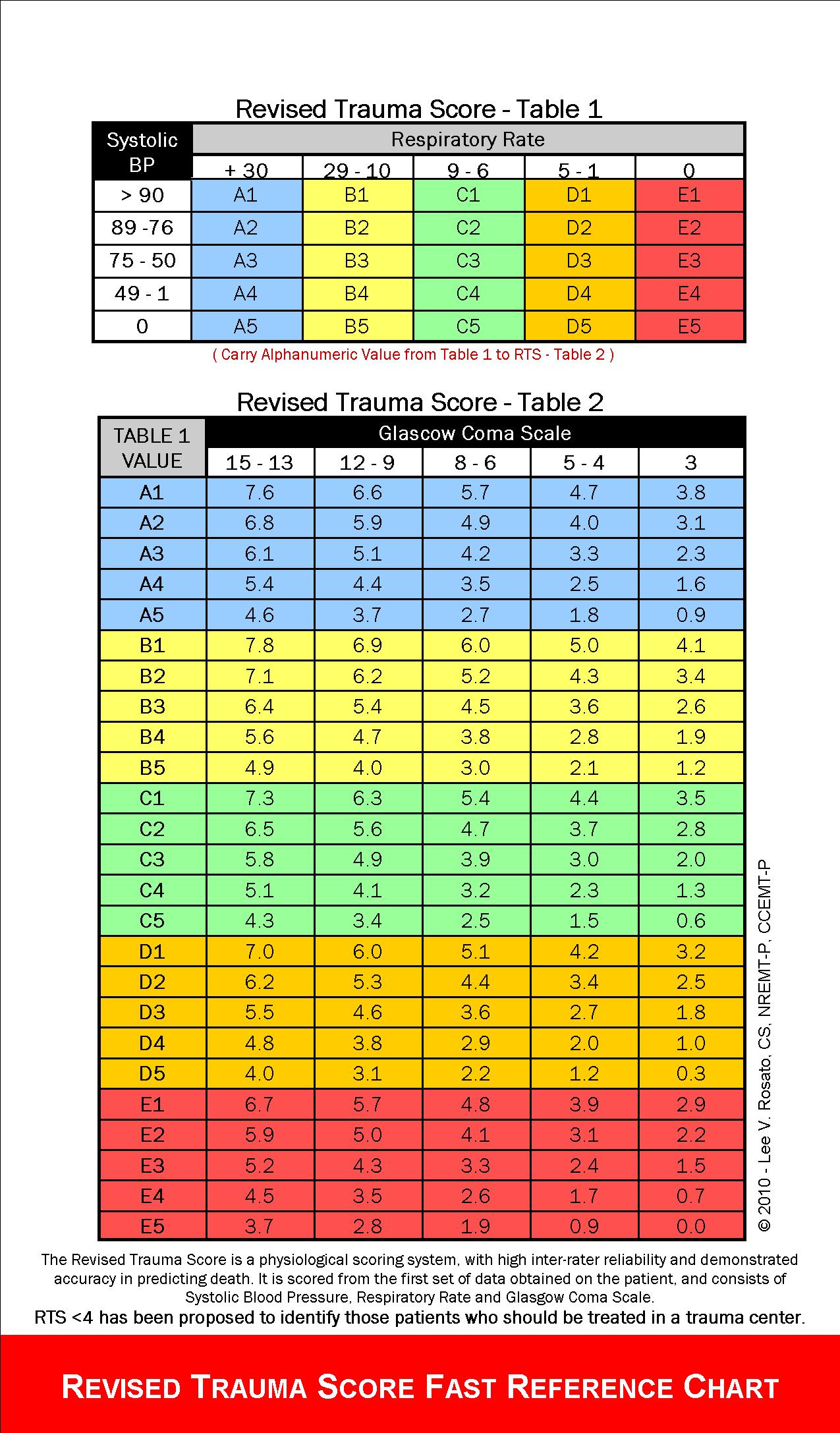

- 4 se GCS tra 13-15, frequenza respiratoria tra 10-20 atti/min, pressione sistolica >89mm/Hg;
- 3 se GCS tra 9-12, frequenza respiratoria aumentata (>29 atti/min), pressione sistolica tra 79-89mm/Hg;
- 2 se GCS tra 6-8, frequenza respiratoria tra 6-9 atti/min, pressione sistolica tra 50-75mm/Hg;
- 1 se GCS tra 4-5, frequenza respiratoria tra 1-5 atti/min, pressione sistolica 1-49mm/Hg;
- 0 se GCS di 3, assenza di frequenza respiratoria, assenza di pressione sistolica